# Croton yanhuii
Espèce
Classification APG III (2009)
Croton yanhuii est une espèce de plantes à fleurs du genre Croton et de la famille des Euphorbiaceae, présente dans le sud du Yunnan, en Chine.